# Complesso moderno della Pampulha
Il Complesso moderno della Pampulha (in portoghese: Conjunto Moderno da Pampulha) è un progetto urbano a Belo Horizonte, nel Minas Gerais, in Brasile. È stato realizzato attorno a un lago artificiale, il Lago Pampulha, nel quartiere della Pampulha e comprende un casinò, una sala da ballo, il Golf Yacht Club e la Chiesa di San Francesco d'Assisi. Gli edifici sono stati progettati dall'architetto Oscar Niemeyer, in collaborazione con l'architetto paesaggista Roberto Burle Marx, artisti modernisti brasiliani e l'ingegnere Joaquim Cardozo. 
Nel luglio 2016 il sito è stato dichiarato Patrimonio dell'umanità dall'UNESCO per i suoi eccezionali esempi di architettura moderna e per la sua importanza nello sviluppo di un'identità architettonica brasiliana.